# 52P/Harrington-Abell
52P/Harrington-Abell, komet Jupiterove obitelji. Nosi ime po Robertu Georgeu Harringtonu i Georgeu Abellu.